# Microcercus russoi
Microcercus russoi är en kräftdjursart som beskrevs av Arcangeli1932. Microcercus russoi ingår i släktet Microcercus och familjen Eubelidae. Inga underarter finns listade i Catalogue of Life.